# Popo Agie River
Der Popo Agie River ist ein kleiner Fluss im US-Bundesstaat Wyoming. Er entsteht durch den Zusammenfluss der beiden Quellflüsse North Popo Agie River und Middle Popo Agie River unmittelbar nordöstlich der Kleinstadt Lander auf 1598 m Seehöhe. Von dort mäandert der Fluss in nordöstliche Richtung. Etwa auf halbem Weg passiert der Popo Agie die kleine Gemeinde Hudson. Er mündet nahe der Indianersiedlung Arapahoe nach rund 34 km in den Little Wind River.
Seinen Namen erhielt der Popo Agie River aus der Sprache der Crow. Die genaue Bedeutung ist unklar, entweder bedeutet er „Fluss im hohen Gras“ (Tall Grass River) nach dem in seinem Tal wachsenden Süßgräsern oder schlicht „gurgelnder Fluss“ (gurgling river). Die Schoschonen nennen ihn Wuhnzee Ohgway bzw. Wan-ze-gara. Bis Hudson bildet der Popo Agie River die Südgrenze der Wind River Indian Reservation, sein Unterlauf gehört vollständig zum Reservat.
Der wichtigste Nebenfluss des Popo Agie Rivers ist der Little Popo Agie River, welcher bei Hudson in den Popo Agie mündet. Daneben hat der Fluss nur wenige kleine Zuflüsse wie den Smith Creek. Das Wasser des Popo Agie wird zur Bewässerung naher landwirtschaftlicher Flächen genutzt.

## Hydrologie
Der Popo Agie River ist als Nebenfluss des Little Wind River Teil des Einzugsgebietes des Wind River, der über Bighorn River, Yellowstone River, Missouri und Mississippi in den Golf von Mexiko entwässert. Das Einzugsgebiet des Popo Agie River umfasst ein Areal von etwa 2080 km² und grenzt an die Einzugsgebiete von Beaver Creek im Osten, Sweetwater River im Süden, Big Sandy River und New Fork River im Westen sowie Little Wind River im Norden. Der mittlere Abfluss am Pegel Arapahoe beträgt 9,45 m³/s, die größten Abflüsse finden sich in den Monaten Mai, Juni und Juli.